# Burqa

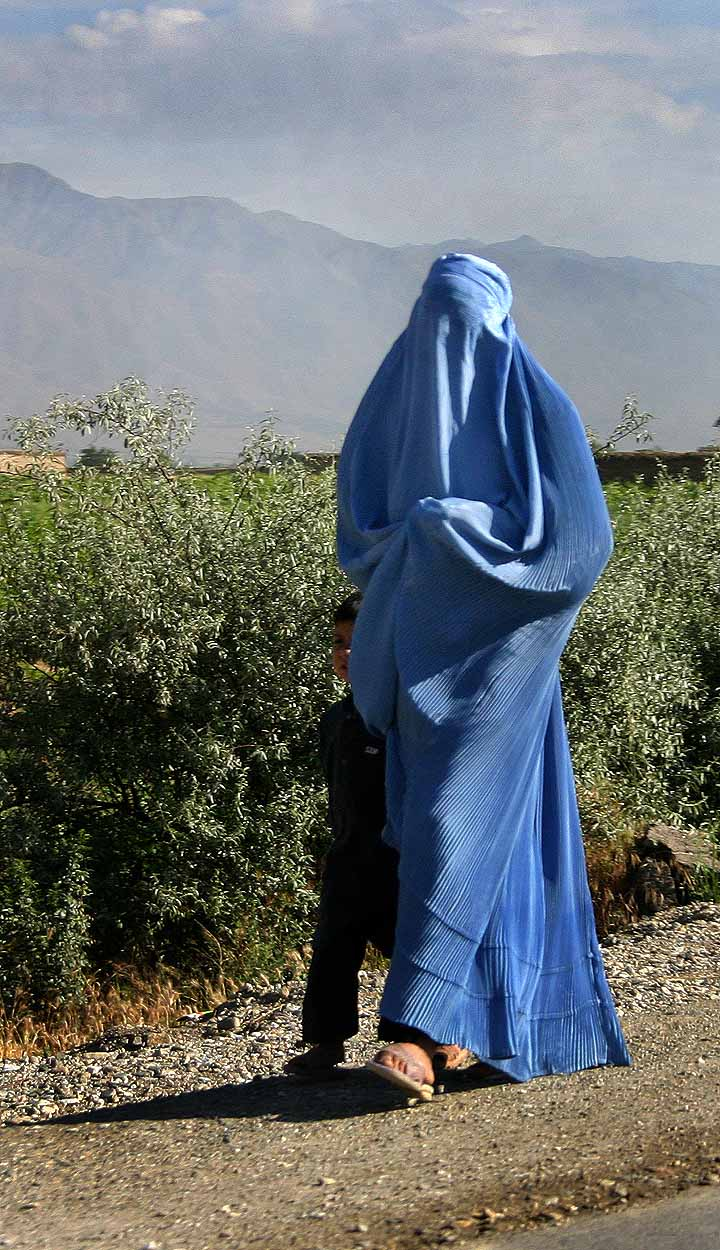
Donna con il burqa

Il burqa, o burka (in urdu: بُرقع, burqaʿ, così come in arabo برقع‎?, burqaʿ, o bourka, o burqu, ma anche chadri o paranja in Asia Centrale), è un capo d'abbigliamento usato prevalentemente dalle donne in Afghanistan e in Pakistan. Burqa è l'arabizzazione della parola persiana purda (parda) che significa "cortina", "velo", lo stesso significato cioè di hijab. È considerato un simbolo di sottomissione e oppressione della donna nel mondo islamico.

## Caratteristiche
Il termine burqa individua due tipi di vestiti diversi: il primo è una sorta di velo fissato al capo che copre l'intera testa, permettendo di vedere solamente attraverso una finestrella all'altezza degli occhi e che lascia gli occhi stessi scoperti, o che lascia scoperti occhi e bocca, che rimane però coperta da una sorta di mascherina come nel cosiddetto bandar burqa. L'altra forma, chiamata anche burqa completo o burqa afghano, è un abito, solitamente di colore nero o blu, che copre sia la testa sia il corpo. All'altezza degli occhi può anche essere posta una retina che permette di vedere parzialmente senza scoprire gli occhi della donna.
L'obbligo di indossare il burqa appare conseguenza di tradizioni locali, indipendenti dalle prescrizioni religiose dell'Islam; nelle norme coraniche si riconosce normalmente l'obbligo di indossare un velo, anche se l'argomento è tuttora assai controverso, mancando, ad esempio, la pena in caso di trasgressione:
(Sūra XXIV:31)

## Storia

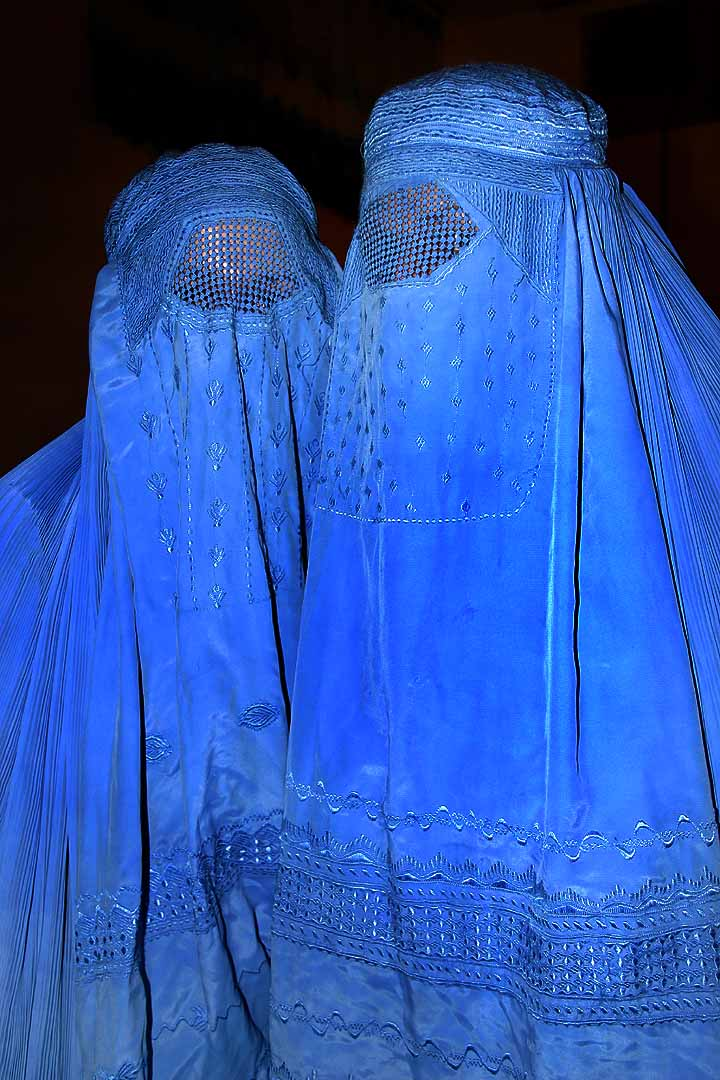
Due donne con il burqa completo

Il burqa è stato introdotto in Afghanistan all'inizio del 1890 durante il regno di Habibullah Kalakānī, che lo impose alle duecento donne del suo harem, in modo tale da "non indurre in tentazione" gli uomini quando esse si fossero trovate fuori dalla residenza reale. Divenne così un capo per le donne dei ceti superiori, da usare per essere protette dagli sguardi del popolo. 
Prerogativa dei più abbienti fino agli anni '50, successivamente gli stessi ceti elevati cominciarono a non farne più uso, ma nel frattempo era diventato un capo ambito anche dai ceti poveri. Nel 1961 venne proclamata una legge che ne vietò l'uso alle pubbliche dipendenti. Durante la guerra civile venne instaurato un regime islamico e quindi sempre più donne tornarono a indossarlo, fino al divieto assoluto di mostrare il volto imposto a tutte le donne dal successivo regime teocratico dei ṭālebān che durò meno di cinque anni. Attualmente non vige l'obbligo sanzionato dalla legge di indossare il burqa integrale, salvo che in Afghanistan, dove è stato reintrodotto il 6 maggio 2022.